# Субботин, Константин Константинович
Константин Константинович Субботин (8 сентября 1931, Иваново-Воснесенск — 23 сентября 2024) — советский военачальник, командир 73-й тяжёлой бомбардировочной авиационной дивизии Дальней авиации (1969—1976), начальник 28-го Центра управления и технического оснащения поисково-спасательного комплекса (1976—1977), заместитель начальника управления Единой государственной авиационной поисково-спасательной службы СССР по поисково-эвакуационному обеспечению полётов космических объектов (1977—1989), генерал-майор авиации. Заслуженный военный лётчик СССР.

## Биография
Родился 8 сентября 1931 года в городе Иваново-Вознесенск (с 1932 года — Иваново) Ивановской Промышленной области (с 1936 года — Ивановской области).
В 1950 году окончил Ивановскую спецшколу ВВС № 3. С августа 1950 года — на военной службе. Поступил в Омское военное авиационное училище лётчиков, которое окончил в 1953 году.
В 1953—1954 годах — лётчик, а в 1954—1955 годах — старший лётчик 123-го гвардейского бомбардировочного авиационного полка 30-й воздушной армии. В 1955—1959 годах — командир корабля 52-го гвардейского тяжёлого бомбардировочного авиационного полка 50-й воздушной армии Дальней авиации (ДА). В 1959 году поступил в Военно-воздушную академию в посёлке городского типа Монино Щёлковского района Московской области (ныне — Военно-воздушная академия имени профессора Н. Е. Жуковского и Ю. А. Гагарина в городе Воронеж), которую окончил 1963 году. В 1960 году вступил в КПСС.
В 1963 году — заместитель командира авиационной эскадрильи 40-го морского бомбардировочного авиационного полка 8-го отдельного тяжёлого бомбардировочного авиационного корпуса (отбак) ДА и 79-го отдельного тяжёлого бомбардировочного авиационного полка (тбап). В 1963—1964 годах — командир эскадрильи 40-го тбап 73-й тяжёлой бомбардировочной авиационной дивизии ДА.
В 1964—1966 годах — заместитель командира, а в 1966—1968 годах — командир 79-го отдельного тяжёлого бомбардировочного авиационного полка 8-го отбак ДА.
В 1968—1969 годах — заместитель командира, а в 1969—1976 годах — командир 73-й тяжёлой бомбардировочной авиационной дивизии ДА, которая базировалась недалеко от села Украинка Серышевского района Амурской области.
13 лет пролетал на самом тяжёлом в мире стратегическом бомбардировщике 3М (М-4) с общим налётом 2500 часов, выполнил 200 полётов на заправку топливом в полёте в качестве заправляемого, имел 600 контактов с самолётом заправщиком и перекачал в воздухе 1800 тонн топлива. Имеет личный рекорд по продолжительности беспосадочного полёта с аэродрома «Оленья» с дозаправкой в воздухе ночью (35 тонн) через Северный полюс, Камчатку, траверз Токио, а затем с дневной дозаправкой (20 тонн) с посадкой на аэродроме «Украинка», который составил 21 час 42 минуты.
Указом Президиума Верховного Совета СССР от 18 августа 1972 года за особые заслуги в освоении авиационной техники, высокие показатели в воспитании и обучении летных кадров и многолетнюю безаварийную летную работу в авиации Вооружённых Сил СССР удостоен почётного звания «Заслуженный военный летчик СССР».
В 1976—1977 годах — начальник 28-го Центра управления и технического оснащения поисково-спасательного комплекса. В 1977—1989 годах — заместитель начальника управления единой государственной авиационной поисково-спасательной службы (ЕГАПСС) СССР по поисково-эвакуационному обеспечению полётов космических объектов.
С марта 1989 года генерал-майор авиации К. К. Субботин — в запасе.
Жил в Москве. Работал в Совете ветеранов Дальней авиации. Щедро делился своим лётным и командирским опытом с молодыми офицерами, проводил военно-патриотическую работу в подшефных школах. Умер 23 сентября 2024 года в возрасте 93 лет.
Генерал-майор авиации (02.11.1972).

## Награды
- орден Красной Звезды;
- медали СССР;
- Заслуженный военный лётчик СССР (18.08.1972).